# 三重冕
烏爾西尼式教宗帽（拉丁語：papal tiara）又稱為三重冕（拉丁語：Triregnum）是天主教歷任教宗頭飾的統稱。，直至14世紀才發展出目前已知的三層結構，其被稱為三重冠或三重冕。1143年至1963年，教宗在加冕時會都配戴專用冠冕，現存者皆為三重冕，其中最古老者可追溯至1573年。
作為代表教宗的標誌，三重冕與「天國之鑰」（交叉的兩把伯多祿鑰匙）出現在聖座徽章、文件、建築物，以及梵蒂岡的國旗及國徽中。
自保祿六世起，三重冕已不再使用。自本篤十六世始，教宗已不再將三重冕納入其牧徽中。

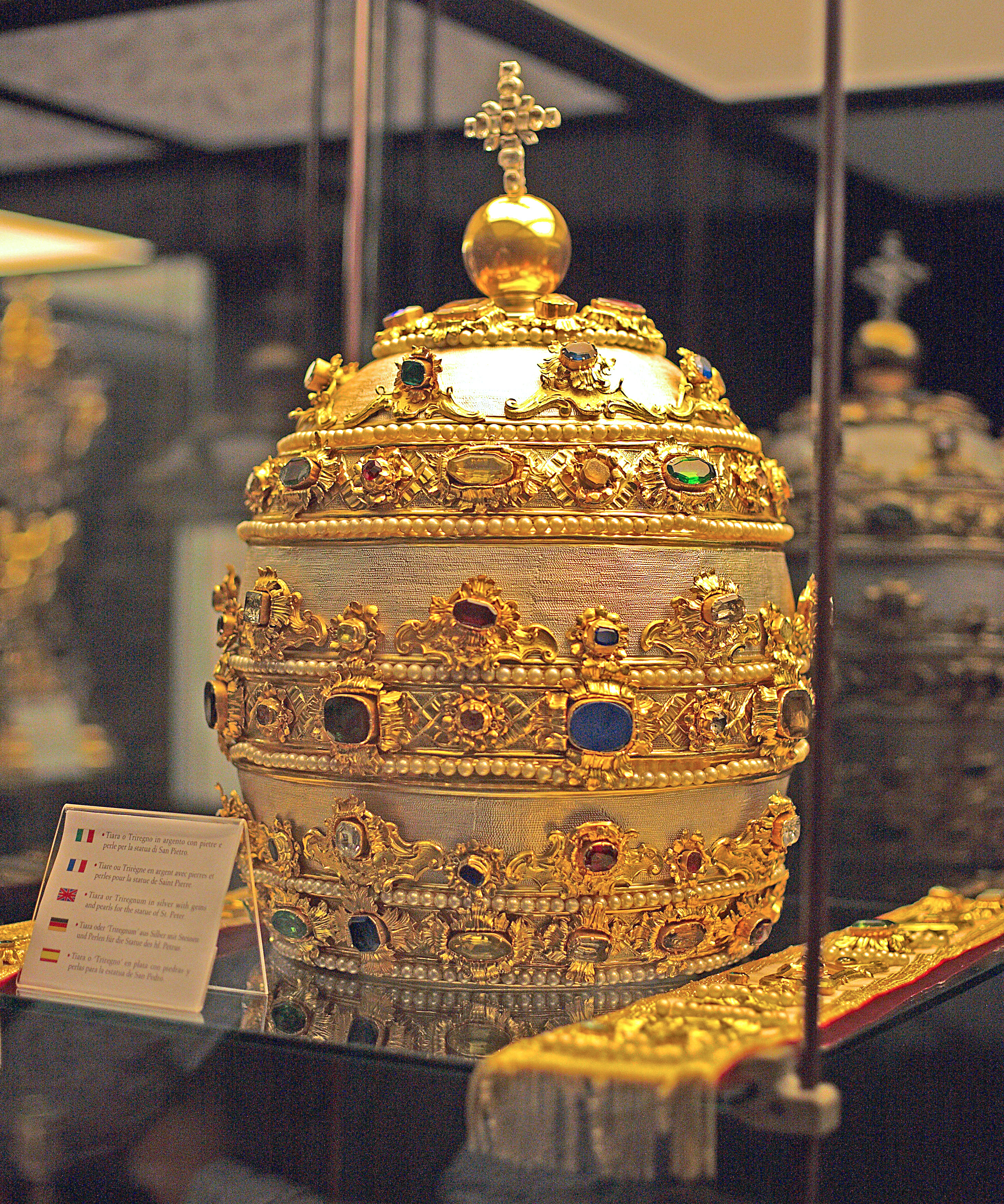
飾有藍寶石、紅寶石、祖母綠和其他寶石的三重冕，藏於聖伯多祿大殿

## 歷史

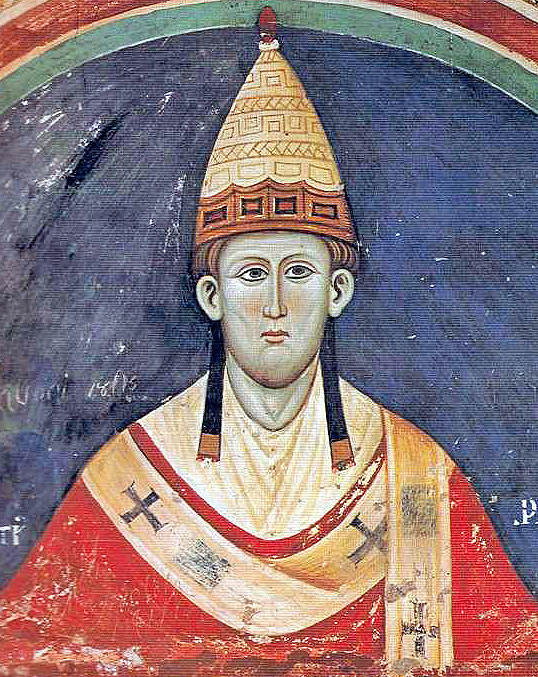
諾森三世（1198年－1216年）在義大利蘇比亞科迴廊壁畫中早期三重冕

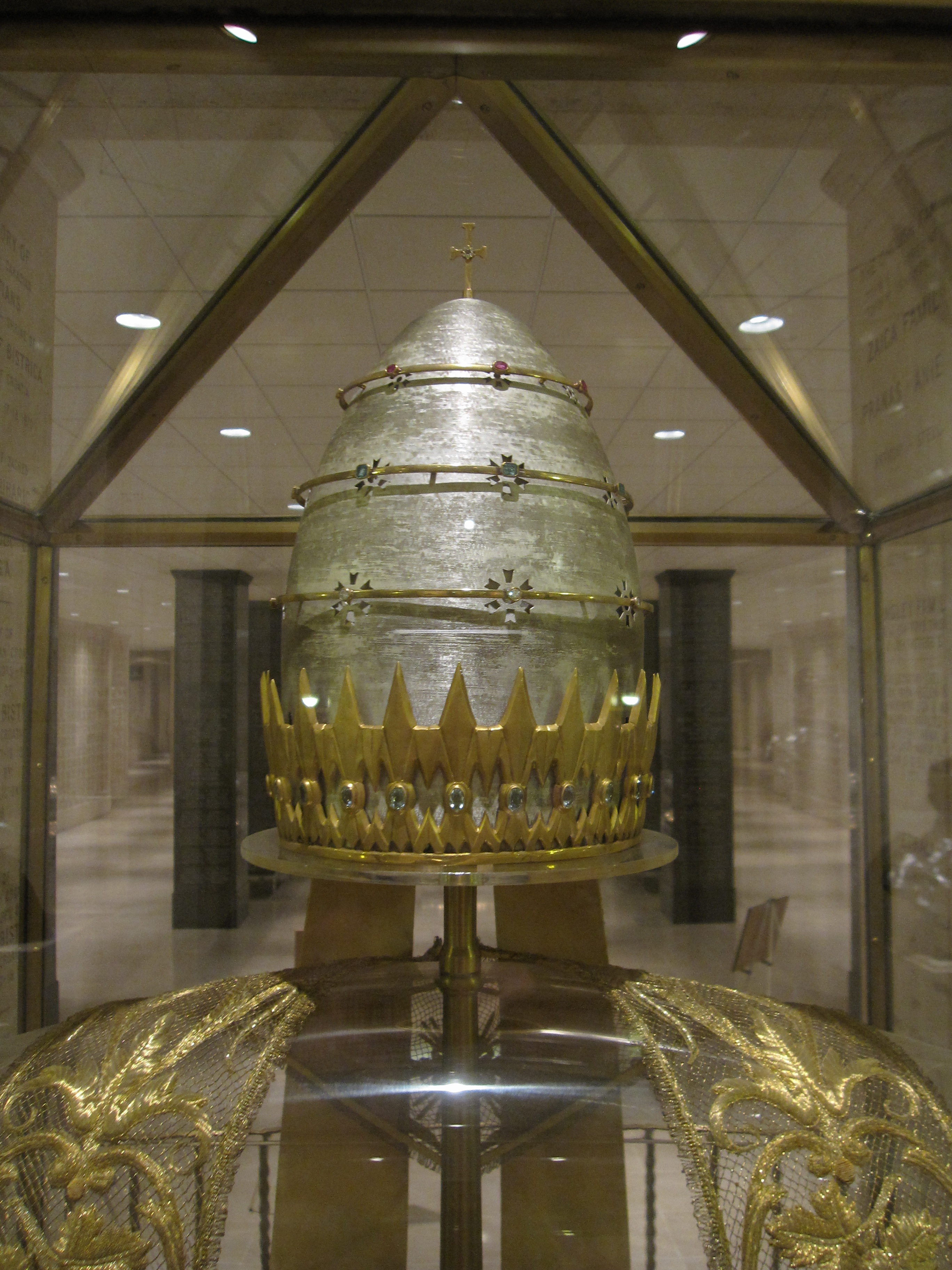
保祿六世三重冕，是1963年最後一次用於教宗加冕禮的三重冕，藏於美國圣母无玷始胎国家朝圣地圣殿

### 起源
早期的教宗冠冕設計取自弗里吉亞無邊便帽，外型猶如蠟燭熄滅器，與主教冠完全相同。在8至9世紀期間，教宗冠冕被稱為camelaucum (有駱駝毛質感的絨帽), pileus (無邊傘狀帽), phrygium (弗里吉亞的無邊便帽) 或 pileum phrygium (如同鳥喙狀的無邊圓帽)。

### 形式演進
冠冕底部從由原來的亞麻或者金布的形式，逐漸發展為貴金屬，並在14世紀時演變為兩層冠飾。第一層冠飾大約在9世紀時出現在教宗傳統白色頭飾中，隨著教宗接掌教宗國權力後，冠飾開始出現珠寶裝飾，而類似親王的冠冕。第二層冠飾大約在教宗博義三世時期開始出現，以詔示其掌握精神和世俗權力。但是，根據完工於1247年的羅馬四殉道堂的聖西爾維斯特禮拜堂的壁畫所示，教宗所戴的是配上兩段鈕帶和一些垂布。三重冕狀頭飾，可能是教宗本篤十一世（1303年至1304年）或教宗克勉五世（1305年至1314年）採用，早見於1316年教宗的財務庫的清單中。在16世紀早年，三層冠冕頂端再加上小球裝飾。

## 外部連結
- The hungarian tiara of John Paul II - 1981Archive.today的存檔，存档日期2012-07-09